# Le Plessis-Trévise
Le Plessis-Trévise település Franciaországban, Val-de-Marne megyében. Lakosainak száma 21 096 fő (2022. január 1.). Le Plessis-Trévise Noisy-le-Grand, La Queue-en-Brie, Pontault-Combault, Champigny-sur-Marne, Chennevières-sur-Marne és Villiers-sur-Marne községekkel határos.

## Népesség
A település népességének változása:
| Lakosok száma | 19 157 | 20 102 | 20 387 | 20 130 | 20 025 | 19 829 | 19 651 | 20 218 | 21 096 |
|               | 2013   | 2015   | 2016   | 2017   | 2018   | 2019   | 2020   | 2021   | 2022   |